# Siergiej Kopancew
Siergiej Kopancew (ros. Сергей Копанцев; ur. 4 maja 197? r.) – rosyjski kulturysta.

## Życiorys
W 2010 roku uzyskał miano mistrza Rosji w kulturystyce; podczas mistrzostw organizowanych przez federację ФБФР uzyskał złoty medal w kategorii wagowej do 90 kg. Posiada tytuł mistrza sportu (MC, Мастер спорта) w kulturystyce.
Żonaty z Iriną Kopancew (z domu Dawidienko). Ma dwoje dzieci: syna Iwana (ur. 1999) oraz córkę Alinę (ur. 2012).